# Lica Oliveira
Eliani Miranda da Costa Oliveira (Rio de Janeiro, 5 de agosto de 1969), ou simplesmente Lica Oliveira, é uma atriz, jornalista, locutora de rádio, modelo e ex-jogadora olímpica de vôlei brasileira.
Como jogadora, fez parte da geração que disputou os Jogos Olímpicos de 1984 e 1988. Foi tetracampeã brasileira por clubes e duas vezes vice-campeã sul-americana pela seleção brasileira.
Após deixar as quadras, dedicou-se à televisão. Foi atriz e apresentadora, além já ter ocupado o posto de locutora de rádio.

## Biografia
Começou sua carreira esportiva praticando atletismo no Fluminense. Aos 11 anos, jogava voleibol no Clube Cassino Bangu. Passou para o Monte Sinai e depois para o Flamengo. Desde 1980, aparecia nas seleções de base. Passou a jogar no Supergasbrás em 1983, quando foi convocada pela primeira vez para a seleção adulta. No ano seguinte, foi convocada para os Jogos Olímpicos de Verão de 1984, em Los Angeles.
Fez parte da equipe que ficou em quarto lugar nos Jogos Pan-Americanos de 1987, em Indianápolis. Ainda disputou os Jogos Olímpicos de Verão de 1988, em Seul. Sua carreira no voleibol só terminaria em 1998.
Lica entrou para TV por mero acaso: estudante de jornalismo, fez inúmeras reportagens e documentários para TV Universitária. Dentre eles, "Armando o som com Armandinho". Quando ela esteve na TV Globo para fazer uma pesquisa para o documentário, acabou chamando a atenção e foi convidada a deixar uma fita na emissora, e em dezembro de 2002 foi convidada para participar de Mulheres Apaixonadas, sua primeira novela. Em 1997, um ano antes de abandonar as quadras, ela havia passado no teste para a Oficina de Atores da Globo. Entre 2009-2010, participou da novela Viver a Vida, vivendo Edite, mãe da protagonista, a top model Helena (Taís Araújo) e da problemática Sandrinha (Aparecida Petrowky).
Em 2010, Lica Oliveira foi homenageada com o vídeo "Lica Oliveira Das quadras de vôlei para TV",no site Youtube, feito por um grande amigo, também ator. Segundo sua assessoria, em seu canal oficial no Youtube, o vídeo contava a trajetória de Lica Oliveira, que deixou a carreira do vôlei para investir na carreira de atriz. Posteriormente, várias revistas de entretenimento fizeram reportagens enfatizando o tema.
No Esporte Espetacular, a partir de 2005, a atriz e ex-jogadora, passou a reviver as emoções da época que estava na seleção brasileira de vôlei. No primeiro dia de sua participação no Esporte Espetacular a atriz apresentou a reportagem sobre a jogadora de vôlei Renatinha, que havia tido câncer, superado a doença e voltado às quadras.
Lica Oliveira foi indicada para o prêmio "Troféu Raça 2009", na categoria de atriz revelação, por sua atuação na novela Viver a Vida.
No final de 2011, ela participou das gravações do filme Faroeste Caboclo, no papel de a Mãe de Santo Cristo.
No carnaval de 2012, Lica Oliveira, fez parte do corpo de Jurados do Concurso de Fantasias do Baile Cidade - RIO 2012.
Em 2019, acertou com a Super Rádio Tupi pra ser noticiarista da tarde, ocupando o lugar de Rachel Amorim, que foi para CNN Brasil.

## Filmografia

### Televisão
| Ano     | Título               | Personagem    |
| ------- | -------------------- | ------------- |
| 2003    | Mulheres Apaixonadas | Adelaide      |
| 2004–07 | Esporte Espetacular  | Apresentadora |
| 2005    | América              | Glória        |
| 2007    | Alta Estação         | Janice        |
| 2007    | Minha Nada Mole Vida | Pietra        |
| 2008    | Duas Caras           | Fátima        |
| 2008    | Caminhos do Coração  | Irene         |
| 2009    | Viver a Vida         | Edite Toledo  |
| 2012    | Cheias de Charme     | Renata        |
| 2014    | Em Família           | Dulce         |
| 2019    | Me Chama de Bruna    | Camila        |

### Cinema
| Ano  | Título           | Direção        | Personagem               |
| ---- | ---------------- | -------------- | ------------------------ |
| 1985 | Rock Estrela     | Lael Rodrigues | Jogadora da Supergasbras |
| 2013 | Faroeste Caboclo | René Sampaio   | Mãe de João              |

### Teatro
- 2006 – Anjos Protetores, direção de Murilo Elbas
- 2003 – O bem do mar, direção de Antonio De Bonis
- 1999 – Dancem um Rock por mim, direção de Hélvio Garcez

### Rádio
- Noticiarista da Tarde da Super Rádio Tupi (desde 2019)